# Сидельников Андрій Геннадійович
Не варто плутати з українським футболістом Сидельниковим Андрієм Анатолійовичем
Андрій Геннадійович Сидельников (каз. Сидельников Андрей Геннадьевич, нар. 8 березня 1980, Москва) — казахський та російський футболіст, воротар клубу «Ордабаси» тп національної збірної Казахстану.

## Клубна кар'єра
Сидельников вихованець молодіжної школи московського «Спартака». У 15 років Андрій вирушив виступати в Нідерланди за юнацький склад клубу «Геренвен», для команди юного голкіпера примітив тренер Фоппе де Хан. Але потім Сидельников знову повернувся в «Спартак», року 1997 він потрапив в заявку московського клубу, але матчів так і не провів, тому на наступний рік був відданий в фарм-клуб «Спартак-2», що виступав у Другій лізі, де провів 3 сезони. Але основним воротарем не був, через що влітку 2000 року перебрався в інший клуб Другого дивізіону «Спартак» (Тамбов), де і завершив сезон..
На початку 2001 року перейшов до мінського «Динамо», з яким в першому ж сезоні став віце-чемпіоном Білорусі, але також на поле виходив нечасто. 
В січні 2003 року повернувся до Росії, ставши гравцем «Хімок» з однойменного міста, але за весь наступний сезон так жодного разу і не вийшов на поле в матчі Першого дивізіону, після чого змушений був відправитись в оренду в «Спартак» з Тамбова у Другий дивізіон, де провів сезон 2004 року, зігравши лише 13 матчів в чемпіонаті. 
На початку 2005 року опинився в махачкалінському «Динамо», де провів один сезон, після чого ще рік грав у складі владикавказького «Спартаку», якому допоміг вийти в Перший дивізіон. 
У січні 2007 перебрався в клуб російської Прем'єр-ліги «Спартак-Нальчик», за який і дебютував в елітному дивізіоні Росії. Проте за сезон провів лише три матчі у вищому російському ешелоні і 19 матчів у першості дублерів. Через це по завершенню сезону Сидельников покинув клуб і повернувся до Другого дивізіону, де став виступати за клуб «Русичі»
Влітку 2008 року підписав контракт з казахстанським клубу «Актобе» з однойменного міста , де і виступав протягом шести з половиною сезонів, зігравши 177 матчів в національному чемпіонаті. У складі «Актобе» Сидельников став триразовим чемпіоном країни. Крім того, разом з «Актобе» Сидельников завоював Кубок і два Суперкубка Казахстану. Грав у фіналі Кубка чемпіонів Співдружності країн СНД і Балтії, а також дебютував в матчах європейських клубних турнірів. В кінці 2014 року керівництво «Актобе» вирішило не продовжувати контракт з воротарем і Сидельников покинув клуб.
В січні 2015 року на правах вільного агента підписав однорічний контракт з іншим клубом Прем'єр-ліги Казахстану «Ордабаси».

## Виступи за збірну
Не маючи змоги пробитись до національної збірної своєї країни, 2010 року прийняв громадянство Казахстану і вирішив виступати за цю збірну. 11 серпня 2010 року дебютував в офіційних матчах у складі національної збірної Казахстану в товариському матчі зі збірною Омана (3:1). Наразі провів у формі головної команди країни 25 матчів.

## Досягнення
- Чемпіон Казахстану: 2008, 2009, 2013
- Володар Суперкубка Казахстану: 2010, 2014, 2016
- Володар Кубка Казахстану: 2008